# 波格丹·高力克
波格丹·高力克（Bogdan Dariusz Golik，1963年3月19日—），出生于波兰的弗罗茨瓦夫，是波兰政治家、欧洲议会议员，是欧洲议会农业和农村发展委员会成员。  
也是欧洲议会对南亚国家和南亚区域合作联盟（(SAARC)关系委员会成员。
在当选为欧洲议会以前，是动物医生和企业顾问。

## 外部連結
- （波兰語）Official web site （页面存档备份，存于）
- （英文）European Parliament biography[永久]
- （英文） （页面存档备份，存于）